# Casa de los Mur (Morillo de Monclús)
La casa de los Mur de Morillo de Monclús es un conjunto fortificado, ubicado en el extremo SO de la plataforma superior del tozal sobre el que se asienta la localidad oscense, compuesto por la iglesia, la casa de los Mur y por otras edificaciones secundarias.
La casa fuerte consta de dos pisos elevados sobre un sótano y está alineada con el muro de los pies de la iglesia, de forma que ofrece un largo frente fortificado colgado sobre el corte abrupto que conforma el promontorio en el lado oeste.
Al norte de ambas se extiende una explanada flanqueada por los restos de una antigua torre medieval y otro edificio anexo que sirvieron de acceso al conjunto y de cerramiento defensivo por el lado norte.
Lo más llamativo del conjunto es un arco rebajado de 7.70 m de luz y 32 dovelas de arista biselada, que se ha conservado estabilizado a pesar de su escasa curvatura. El que se distribuyan varias aberturas sobre él incrementa la tensión visual, aunque en realidad aligera el peso que tiene que soportar.
En los años 70 se realizó la compra de la Casa de los Mur por un particular y en el 2008 terminaron las obras de restauración y rehabilitación como vivienda.
Con estas obras de restauración se han solucionado los problemas que el arco rebajado comenzaba a ocasionar tras la restauración de la cubierta.
En el interior, grabado en un dintel de piedra sobre una puerta, figura el escudo de los Mur en el que se puede leer “Morillo”.

## Historia
Al igual que en otros casos, la familia Mur construyó su Casa Fuerte sobre restos de construcciones fortificadas medievales.
El edificio anexo a la iglesia fue concebido como residencia. En siglos posteriores, se utilizó como abadía.
Los restos de la torre medieval y el edificio anexo fueron utilizado en época contemporánea como casa consistorial.

## Galería

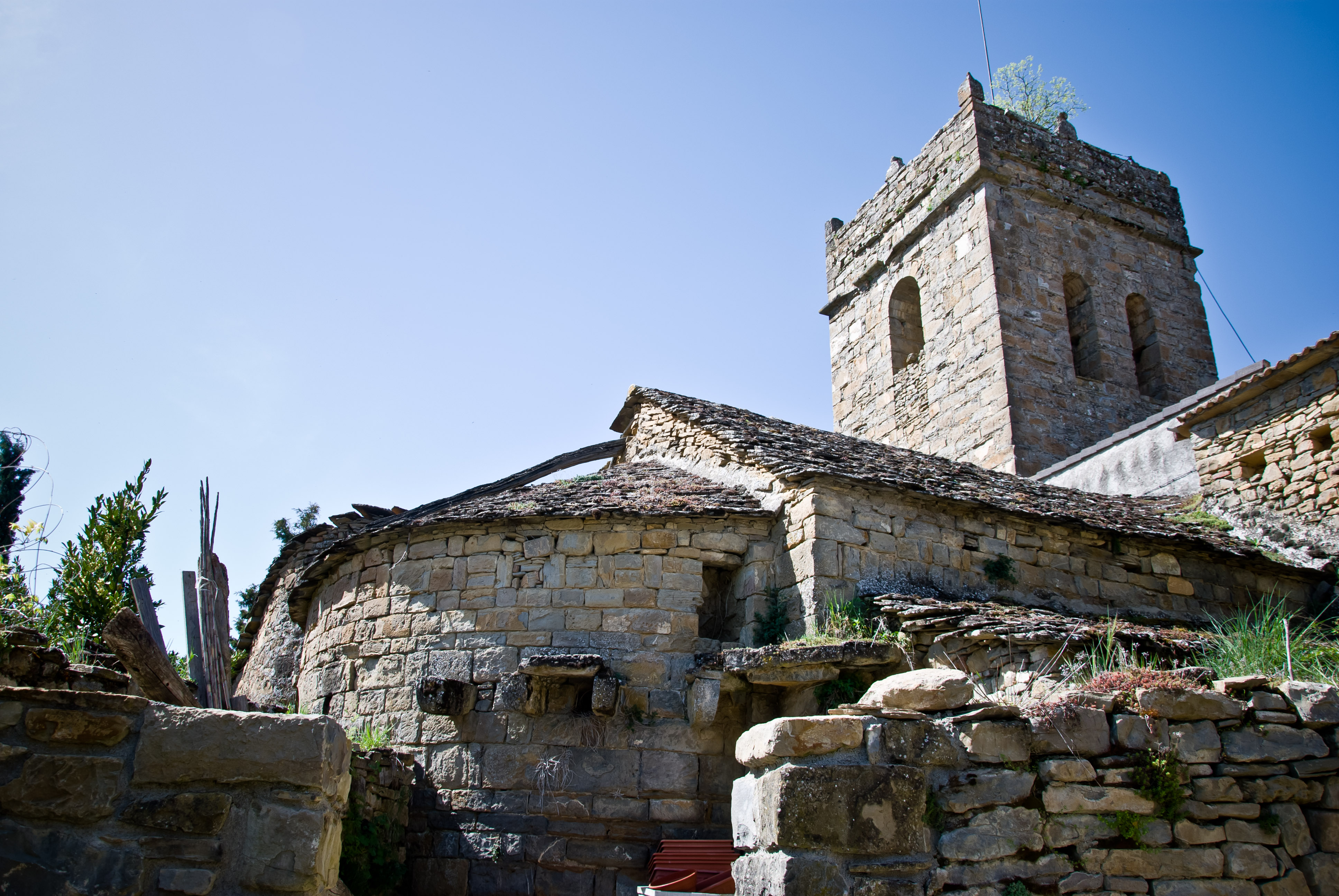
Iglesia, ábside y otras construcciones añejas
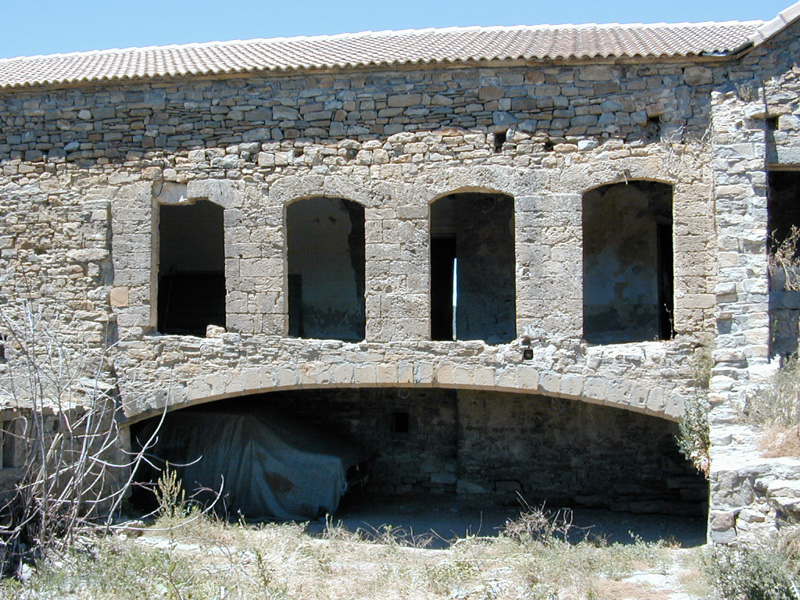
Arco rebajado de medio punto de 7.70 m antes de la restauración.
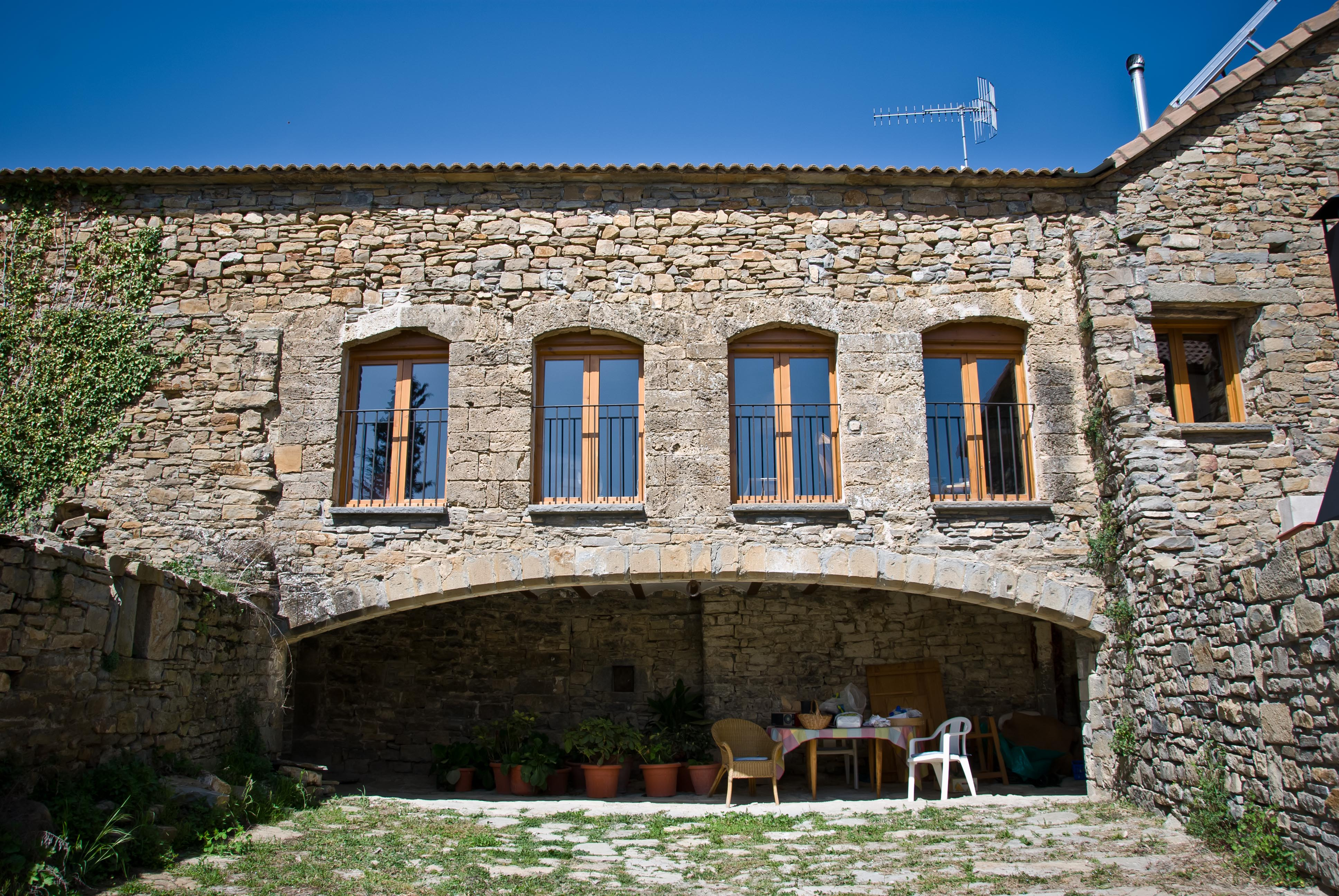
Arco rebajado de medio punto tras la restauración.
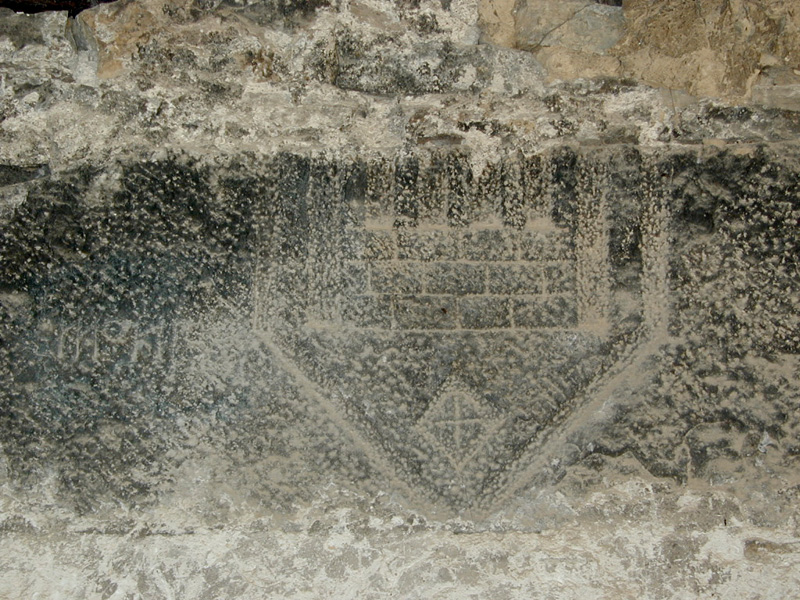
Escudo grabado sobre dintel de piedra.